# Casa Palacio

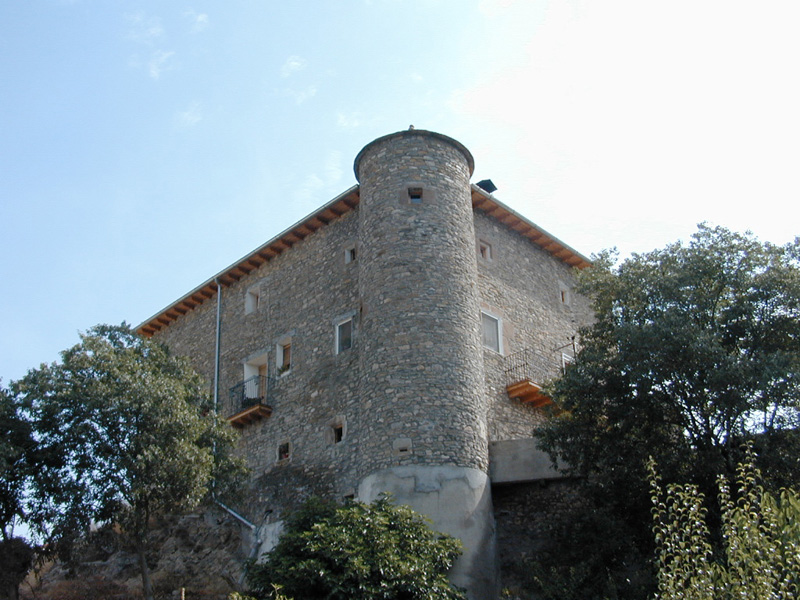
Torreón circular de Casa Palacio

Casa Palacio se ubica en Salinas de Trillo una pequeña localidad del valle de La Fueva, perteneciente al municipio del mismo nombre, ubicado en la comarca de Sobrarbe, provincia de Huesca, Aragón, España. Se trata de un Monumento declarado Bien de Interés Cultural por el Gobierno de Aragón.

## Descripción
El edificio se encuentra sobre un montículo y es una gran mole cuadrada, muy cerrada, con una torre cilíndrica de la misma altura que la casa en el ángulo SO.
Durante la década de los 90, se llevó a cabo una restauración, el aspecto que presenta el edificio es macizo y cerrado con una torre cilíndrica adosada. La cubierta de la casa es a cuatro aguas y la de la torre es cónica. Las dos construcciones tienen tres plantas y se pueden apreciar vanos de factura reciente. En la fachada principal de la casa se encuentra un escudo encastrado, rodeado con marco, sus motivos recuerdan al escudo del linaje de los Mur.

## Historia
Este tipo de construcción es bastante frecuente en el siglo XVI por esta zona, el cambio más significativo desde sus orígenes es la apertura de vanos para conseguir una mayor habitabilidad. Se supone que originariamente perteneció a la familia Mur que era la familia con mayores posesiones en las cercanías como el Palacio de los Mur de Formigales que es una de las casas torreadas de la zona con más prestancia.
La construcción original data del siglo XVI, con intervenciones mínimas en épocas posteriores. En la actualidad se halla restaurada y en uso como domicilio particular de la Familia Gabás.

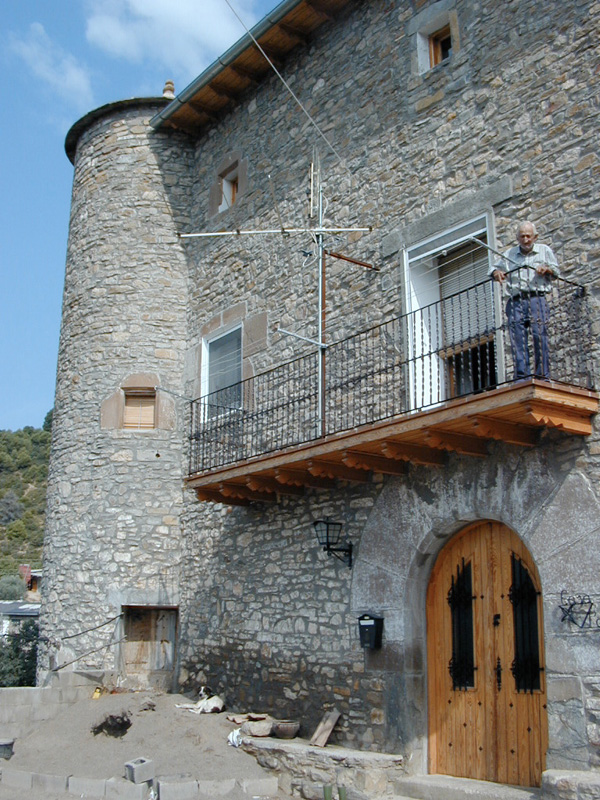
Fachada principal de casa fortificada a la que se han practicado algunas aberturas para facilitar la habitabilidad.

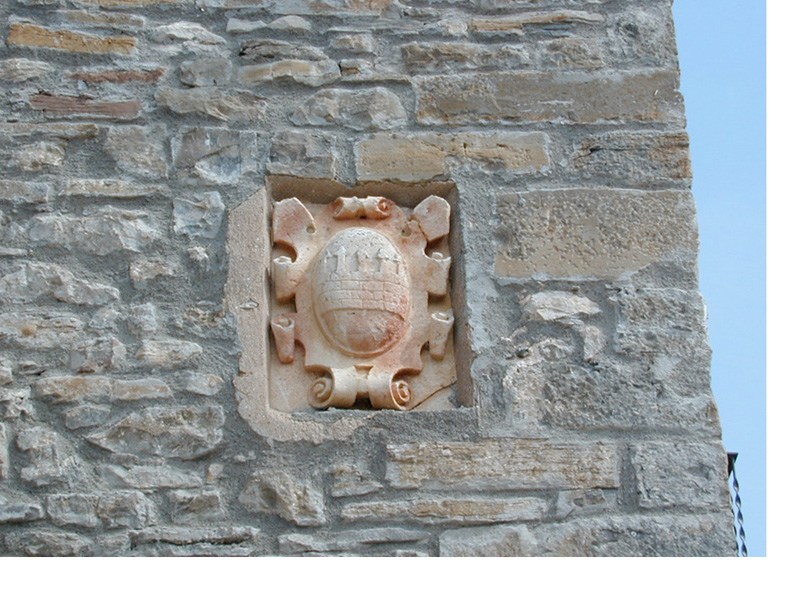
Escudo de la familia Mur encastrado en la fachada de Casa Palacio de Salinas de Trillo.